# نصیب بیگ یوسف بیگلی
نصیب بیگ یوسف بیگلی (ترکی آذربایجانی: Nəsib bəy Yusifbəyli) (زاده ۵ ژوئیه ۱۸۸۱ – درگذشته ۳۱ مه ۱۹۲۰) نویسنده و از چهره‌های سیاسی و اجتماعی آذربایجان بود.

## زندگی‌نامه
- نصیب بیگ یوسف بیگلی در سال ۱۸۸۱ در شهر گنجه به دنیا آمد. تحصیلات متوسطه را در کالج گنجه گذراند. در سال ۱۹۰۲ وارد رشته حقوق دانشگاه «امپراتور نووروسییسکی» شهر اودسا شد، ولی موفق به فارغ‌التحصیلی نگردید. حکومت تزاری با هراس از جنبش انقلابی دانشجویان، در پی انحلال موقت دانشگاه، نصیب بیگ به شهر «باغچه سرای» (کریمه) رفت و در آنجا با روزنامه «ترجمان» اسماعیل گاسپیرالی شروع به همکاری کرد. وی در اینجا در نقش اول، آثار نمایشنامه نویسان آذربایجانی را اجرا می‌کرد.[۲]
- در سال ۱۹۰۸ نصیب بیگ با انتقال به استانبول، همزمان با فعالیت چاپ و نشر، به تشکیل جامعه «انجمن ترک» اقدام کرد. کمی بعد ضمن ازدواج با شفیقه سلطان خانم دختر اسمایل گاسپیرالی، مدتی در استانبول ماند. در سال ۱۹۰۹ پس از بازگشت به گنجه، در شهرداری شهر مشغول به کار شد. در سال ۱۹۱۱ مقالاتی به مجله «ملّا ناصرالدین» و روزنامه‌ها فرستاد، در فعالیت «انجمن خیریه مسلمان»، «انجمن روشنگری مسلمانان» و «انجمن بازیگران» از نزدیک شرکت کرد. در این زمان او با محمد امین رسول زاده آشنا شد و آغاز به فعالیت‌های سیاسی و اجتماعی کرد.[۳]
- در ماه مارس سال ۱۹۱۷ نصیب بیگ یوسف بیگلی همراه با نزدیکان خود «حزب ترک فدرالیست‌های ملی» را در گنجه تأسیس کرد. آرمان اصلی حزب تازه تأسیس، تشکیل دولت روسیه براساس خودمختاری‌های ارضی ملی بود. در ماه ژوئیه سال ۱۹۱۷ این حزب به رهبری م.ا. رسول زاده ضمن اتحاد با «حزب دموکراتیک مسلمان مساوات»، نام «مساوات» بخود گرفت و مطالبه اصلی فدرالیست‌های ملی‌گرا - استقرار دولت روسیه براساس خودمختاری‌های ارضی ملی، در برنامه‌های آن ابقاء شد.
- پس از انتخاب م.ا. رسول زاده به رهبری حزب مساوات، ن. یوسف بیگلی رئیس دفتر حزب در گنجه تعیین شد. در سال ۱۹۱۷ پس از روی کار آمدن بلشویک‌ها در روسیه، حزب مساوات ضمن اعمال تغییراتی در اساسنامه خود، خواستار استقلال کامل آذربایجان گردید.[۴]
- نصیب بیگ یوسف بیگلی عضو پارلمان قفقاز، در دولت فدراسیون قفقاز- وزیر آموزش، در دولت جمهوری دموکراتیک آذریایجان از تاریخ ۲۸ ماه مه سال ۱۹۱۸ تا مارس ۱۹۱۹ بعنوان وزیر آموزش، از ماه مارس ۱۹۱۹ تا مارس ۱۹۲۰ بعنوان نخست‌وزیر و همچنین وزیر کشور (۱۶ ژوئیه ۱۹۱۹ تا ۲۲ دسامبر ۱۹۱۹) بود. در سال ۱۹۲۰ در پی اشغال آذربایجان از سوی روسیه شوروی و استقرار رژیم کمونیستی، نصیب بیگ جهت رهایی از آزار و اذیت‌ها، بمنظور مهارجت باکو را ترک گفت، ولی در تاریخ ۳۱ ماه مه ۱۹۲۰ در راه، در روستای گارخون شهرستان کوردمیر به طرز مرموزی به قتل رسید.[۵]

## خانواده
او با شفیقه گاسپرینسکایا، دختر اسماعیل گاسپرینسکی ازدواج کرده بود.